# Bảo tàng Quốc gia Bosnia và Herzegovina
Bảo tàng Quốc gia Bosnia và Herzegovina (tiếng Bosnia, tiếng Croatia và Serbia: Zemaljski Muzej Bosne i Hercegovine / Земаљски музеј Босне и Херцеговине) nằm ở trung tâm Sarajevo, thủ đô của Bosnia và Herzegovina.
Nó được thành lập vào năm 1888, đã được hình thành vào năm 1850. Năm 1913, bảo tàng được mở rộng bởi kiến trúc sư người Séc, Karel Pařík, người đã thiết kế một cấu trúc bốn gian hàng đối xứng với một mặt tiền trong phong cách phục hưng Phục hưng của Ý. Bốn gian hàng gồm các phòng khảo cổ học, dân tộc học, lịch sử tự nhiên, và thư viện. Sau khi đóng cửa trong nhiều năm do thiệt hại nặng nề trong chiến tranh gần đây, bảo tàng đã mở lại và đang trong quá trình gia tăng các cuộc triển lãm mới và hiện có.
Bảo tàng là một tổ chức văn hoá và khoa học bao gồm nhiều lĩnh vực bao gồm khảo cổ học, lịch sử nghệ thuật, dân tộc học, địa lý, lịch sử và lịch sử tự nhiên. Sarajevo Haggadah, một bản thảo được chiếu sáng và tài liệu người Do Thái cổ nhất của người Sephardic trên thế giới được ban hành tại Barcelona vào khoảng năm 1350, chứa đựng Haggadah Do Thái truyền thống, được tổ chức tại bảo tàng.
Nó có một thư viện với 162.000 tập.
Vào ngày 4 tháng 10 năm 2012, sau 124 năm hoạt động, tổ chức này đã đóng cửa vì các tranh chấp đang diễn ra về khoản tài trợ của mình. Ngân sách này không nhận được bất kỳ khoản tài trợ nào trong năm 2011, và vào tháng 1 năm 2012, chính quyền địa phương đã cấp kinh phí đủ để thanh toán các hóa đơn tiện ích hiện có nhưng không ngăn được việc đóng cửa trong tương lai.